# Bröd i Finland
Bröd är en av de företeelser i den materiella kulturen i det moderna Finland, som i mycket hög grad avspeglar en urgammal gräns mellan öst och väst. Jämte Danmark, sydligaste och östra Sverige hör Finland till ett område där det jästa eller syrade, tjocka rågbrödet (limpa), bakat i ugn och torkat i brödhäck, dominerat sedan medeltidens slut. Finskans leipä betyder syrat rågbröd. Ordet bröd, av tyskans Brot, avser ett jäst färskbröd. Senare har det mjuka brödet trängt in österifrån och från Sverige tunnare, runda hålkakor.
Övergången från ett förhistoriskt, över öppen eld gräddat kornbröd till ett ugnsgräddat bröd främjades av vatten- och väderkvarnarnas införande under senare hälften av 1300- och 1400-talen. Det blev möjligt att lägga upp mjölförråd och baka storbak. I klostren, på storgårdar och slott inrättades bagarstugor med bakerskor. Sådana byggdes på 1500-talet på kungsgårdarna i Finland. Gårdarnas anställda fick bröd efter rang: fogden vetebröd, svennerna rågbröd och arbetsfolket råg, korn och havre till bröd och gröt. Vetet torde ha införts med kristendomen, för oblaten.
Under nya tiden har brödkulturen varierats bland annat tack vare arméns fältbagerier och flottans bröd sedan mitten av 1700-talet. Det torra knäckebrödet hör till denna epok och blev under andra världskriget en symbol för den finska arméns uthållighet.
Under senare delen av 1700-talet inkom också franskbrödet via Sverige. Kaffehusen under denna tid krävde en helt ny brödtyp, söta bakverk. Den förste sockerbagaren, Zacharias Halling i Åbo, anhöll om burskap 1760. I början av 1800-talet invandrade rätoromanska konditorer via Sverige, bland andra Soltani till Åbo och Catani till Helsingfors. De skapade en nationell bakelsekultur som fortlever bland annat genom firmorna Ekberg (1852) och Fazer (1891), med rysk och tysk influens, och även bevarad äldre finsk matbrödstradition. Till det förra skiktet hör alexanders- och kinuskibakelsen samt Runebergstårtan, till det senare limpor och hålkakor, struvor, hetvägg, munkar, karelska piroger och viborgskringlor.
Vissa områden där ålderdomliga drag bevarats, såsom Norra Österbotten, Åland, Lappland och östra Finland, har bevarat en rik brödkultur, med olika bröd för varje årstid beroende på den råvara som står till buds. Det åländska "svartbrödet", av råg, vatten, malt, salt och sirap, ingår i den lokala identiteten. I Kajanaland med delvis ortodoxa byar är ett hundratal brödsorter kända, bland annat olika varianter av kalakukko, den nordligaste varianten av renässansens europeiska kalaspastej, här fylld med fisk och fläsk och bevarad bland annat som vägkost.
Idag pågår en ivrig revitalisering av folklig brödtradition i turismsyfte. Talrika ordstäv om bröd och hunger, bland annat det västeuropeiska "kaka söker maka", vittnar om basvarans betydelse. Likaså barkbrödet i nordöstra Finland, som gjordes ännu i början av 1900-talet under hungerår.
Finland, ett frostkänsligt land med kreatursdominerat jordbruk, har sedan 1500-talet varit beroende av bröd- och sädesimport. Den finska brödkulturen lever idag stark tack vare de små, lokala bagerierna. Kravet på färskt bröd jämte de långa avstånden har gjort att livsmedelscentraliseringen inte har slagit ut bakningen som hantverk.
Numera (2008) arbetar i landet 749 bagerier, av vilka 516 med färre än fem anställda. Yrkeskåren består av totalt 10 000 personer, varav 8 000 i produktionsarbete. 25 yrkesläroanstalter svarar för den treåriga utbildningen av bagare-konditorer, som ägnar ett halvt år åt praktik i branschen.